# Slovenska hokejska liga 1995/96
Sezona 1995/96 Slovenske hokejske lige je bila peta sezona slovenskega prvenstva v hokeju na ledu. Naslov slovenskega prvaka so drugič osvojili hokejisti Olimpija Hertz, ki so v finalu s 4:1 v zmagah premagali Acroni Jesenice.

## Redni del

### Prvi del
| Mesto | Klub            | OT | Z  | N | P  | DG  | PG  | Točke |
| ----- | --------------- | -- | -- | - | -- | --- | --- | ----- |
| 1.    | Hertz Olimpija  | 20 | 20 | 0 | 0  | 220 | 47  | 40    |
| 2.    | Acroni Jesenice | 20 | 14 | 0 | 6  | 144 | 60  | 28    |
| 3.    | Sportina Bled   | 20 | 11 | 0 | 9  | 103 | 58  | 22    |
| 4.    | Triglav Kranj   | 20 | 10 | 1 | 9  | 85  | 83  | 21    |
| 5.    | Slavija Jata    | 20 | 3  | 1 | 16 | 46  | 189 | 7     |
| 6.    | Maribor         | 20 | 1  | 0 | 19 | 43  | 204 | 2     |

### Drugi del
| Mesto | Klub            | OT | Z | N | P | DG | PG | Točke |
| ----- | --------------- | -- | - | - | - | -- | -- | ----- |
| 1.    | Hertz Olimpija  | 6  | 6 | 0 | 0 | 38 | 12 | 12    |
| 2.    | Acroni Jesenice | 6  | 2 | 1 | 3 | 17 | 22 | 5     |
| 3.    | Sportina Bled   | 6  | 2 | 0 | 4 | 15 | 20 | 4     |
| 4.    | Triglav Kranj   | 6  | 1 | 1 | 4 | 15 | 31 | 3     |

## Končnica
Igralo se je na tri zmage po sistemu 1-1-1-1-1, * - po kazenskih strelih.

### Za peto mesto
|  | Slavija Jata | 2:3 | Maribor | Dvorana Zalog, Ljubljana |

| Poročilo tekme | Poročilo tekme | Poročilo tekme | Poročilo tekme | Poročilo tekme |
| -------------- | -------------- | -------------- | -------------- | -------------- |
|                |                |                |                |                |

|  | Maribor | 3:4 | Slavija Jata | Ledena dvorana Maribor, Maribor |

| Poročilo tekme | Poročilo tekme | Poročilo tekme | Poročilo tekme | Poročilo tekme |
| -------------- | -------------- | -------------- | -------------- | -------------- |
|                |                |                |                |                |

|  | Slavija Jata | 5:0 | Maribor | Dvorana Zalog, Ljubljana |

| Poročilo tekme | Poročilo tekme | Poročilo tekme | Poročilo tekme | Poročilo tekme |
| -------------- | -------------- | -------------- | -------------- | -------------- |
|                |                |                |                |                |

|  | Maribor | 2:5 | Slavija Jata | Ledena dvorana Maribor, Maribor |

| Poročilo tekme | Poročilo tekme | Poročilo tekme | Poročilo tekme | Poročilo tekme |
| -------------- | -------------- | -------------- | -------------- | -------------- |
|                |                |                |                |                |

### Polfinale
Igralo se je na štiri zmage po sistemu 1-1-1-1-1-1-1, * - po kazenskih strelih.

#### Olimpija-Triglav Kranj
|  | Olimpija Hertz | 7:2 | Triglav Kranj | Hala Tivoli, Ljubljana |

| Poročilo tekme | Poročilo tekme | Poročilo tekme | Poročilo tekme | Poročilo tekme |
| -------------- | -------------- | -------------- | -------------- | -------------- |
|                |                |                |                |                |

|  | Triglav Kranj | 0:9 | Olimpija Hertz | Ledena dvorana Kranj, Kranj |

| Poročilo tekme | Poročilo tekme | Poročilo tekme | Poročilo tekme | Poročilo tekme |
| -------------- | -------------- | -------------- | -------------- | -------------- |
|                |                |                |                |                |

|  | Olimpija Hertz | 14:3 | Triglav Kranj | Hala Tivoli, Ljubljana |

| Poročilo tekme | Poročilo tekme | Poročilo tekme | Poročilo tekme | Poročilo tekme |
| -------------- | -------------- | -------------- | -------------- | -------------- |
|                |                |                |                |                |

|  | Triglav Kranj | 5:9 | Olimpija Hertz | Ledena dvorana Kranj, Kranj |

| Poročilo tekme | Poročilo tekme | Poročilo tekme | Poročilo tekme | Poročilo tekme |
| -------------- | -------------- | -------------- | -------------- | -------------- |
|                |                |                |                |                |

#### Jesenice-Bled
|  | Acroni Jesenice | 5:2 | Sportina Bled | Dvorana Podmežakla, Jesenice |

| Poročilo tekme | Poročilo tekme | Poročilo tekme | Poročilo tekme | Poročilo tekme |
| -------------- | -------------- | -------------- | -------------- | -------------- |
|                |                |                |                |                |

|  | Sportina Bled | 4:2 | Acroni Jesenice | Ledena dvorana Bled, Bled |

| Poročilo tekme | Poročilo tekme | Poročilo tekme | Poročilo tekme | Poročilo tekme |
| -------------- | -------------- | -------------- | -------------- | -------------- |
|                |                |                |                |                |

|  | Acroni Jesenice | 3:2 | Sportina Bled | Dvorana Podmežakla, Jesenice |

| Poročilo tekme | Poročilo tekme | Poročilo tekme | Poročilo tekme | Poročilo tekme |
| -------------- | -------------- | -------------- | -------------- | -------------- |
|                |                |                |                |                |

|  | Sportina Bled | 4:2 | Acroni Jesenice | Ledena dvorana Bled, Bled |

| Poročilo tekme | Poročilo tekme | Poročilo tekme | Poročilo tekme | Poročilo tekme |
| -------------- | -------------- | -------------- | -------------- | -------------- |
|                |                |                |                |                |

|  | Acroni Jesenice | 8:2 | Sportina Bled | Dvorana Podmežakla, Jesenice |

| Poročilo tekme | Poročilo tekme | Poročilo tekme | Poročilo tekme | Poročilo tekme |
| -------------- | -------------- | -------------- | -------------- | -------------- |
|                |                |                |                |                |

|  | Sportina Bled | 3:5 | Acroni Jesenice | Ledena dvorana Bled, Bled |

| Poročilo tekme | Poročilo tekme | Poročilo tekme | Poročilo tekme | Poročilo tekme |
| -------------- | -------------- | -------------- | -------------- | -------------- |
|                |                |                |                |                |

### Za tretje mesto
Igralo se je na tri zmage po sistemu 1-1-1-1-1, * - po kazenskih strelih.
|  | Sportina Bled | 3:6 | Triglav Kranj | Ledena dvorana Bled, Bled |

| Poročilo tekme | Poročilo tekme | Poročilo tekme | Poročilo tekme | Poročilo tekme |
| -------------- | -------------- | -------------- | -------------- | -------------- |
|                |                |                |                |                |

|  | Triglav Kranj | 4:6 | Sportina Bled | Ledena dvorana Kranj, Kranj |

| Poročilo tekme | Poročilo tekme | Poročilo tekme | Poročilo tekme | Poročilo tekme |
| -------------- | -------------- | -------------- | -------------- | -------------- |
|                |                |                |                |                |

|  | Sportina Bled | 5:2 | Triglav Kranj | Ledena dvorana Bled, Bled |

| Poročilo tekme | Poročilo tekme | Poročilo tekme | Poročilo tekme | Poročilo tekme |
| -------------- | -------------- | -------------- | -------------- | -------------- |
|                |                |                |                |                |

|  | Triglav Kranj | 3:5 | Sportina Bled | Ledena dvorana Kranj, Kranj |

| Poročilo tekme | Poročilo tekme | Poročilo tekme | Poročilo tekme | Poročilo tekme |
| -------------- | -------------- | -------------- | -------------- | -------------- |
|                |                |                |                |                |

### Finale
Igralo se je na štiri zmage po sistemu 1-1-1-1-1-1-1, * - po kazenskih strelih.
| 1. marec 1996 | Olimpija Hertz | 6:4 | Acroni Jesenice | Hala Tivoli, Ljubljana |

| Poročilo tekme | Poročilo tekme                                              | Poročilo tekme  | Poročilo tekme                              | Poročilo tekme              |
| -------------- | ----------------------------------------------------------- | --------------- | ------------------------------------------- | --------------------------- |
|                | Nienhuis 08 Vnuk 13 Jan 36 Vnuk 45 Nienhuis 59 Brodnik\| 60 | (2:2, 1:1, 3:1) | 06 Coxe 10 Razinger 33 Beausoleil 59 Kunčič | Sodnik: Gerhard Lichtnecker |

| 3. marec 2006 | Acroni Jesenice | 1:6 | Olimpija Hertz | Dvorana Podmežakla, Jesenice |

| Poročilo tekme | Poročilo tekme | Poročilo tekme  | Poročilo tekme                                          | Poročilo tekme       |
| -------------- | -------------- | --------------- | ------------------------------------------------------- | -------------------- |
|                | Beausoleil 54  | (0:0, 0:4, 1:2) | 24 Kontrec 24 Gorenc 31 Bešlagič 38 Vnuk 41 Vnuk 44 Jan | Sodnik: Peter Cvatal |

| 5. marec 1996 | Olimpija Hertz | 5:6* | Acroni Jesenice | Hala Tivoli, Ljubljana |

| Poročilo tekme | Poročilo tekme                                 | Poročilo tekme            | Poročilo tekme                                                      | Poročilo tekme       |
| -------------- | ---------------------------------------------- | ------------------------- | ------------------------------------------------------------------- | -------------------- |
|                | Laylin 05 Vnuk 08 Haas\| 39 Nienhuis 39 Jan 49 | (2:1, 2:2, 1:2, 0:0, 1:2) | 06 Smolej 36 Rahmatuljin 40 Sodja 48 Varl 50 Razinger 65 Beausoleil | Sodnik: Willi Schimm |

| 8. marec 1996 | Acroni Jesenice | 0:9 | Olimpija Hertz | Dvorana Podmežakla, Jesenice |

| Poročilo tekme | Poročilo tekme | Poročilo tekme  | Poročilo tekme                                                                               | Poročilo tekme       |
| -------------- | -------------- | --------------- | -------------------------------------------------------------------------------------------- | -------------------- |
|                |                | (0:2, 0:3, 0:4) | 02 Haas 04 Zupančič 24 Kastelic 26 Kontrec 36 Jan 46 Kastelic 53 Haas 53 Nienhuis 57 Brodnik | Sodnik: Peter Slapke |

| 10. marec 1996 | Olimpija Hertz | 6:1 | Acroni Jesenice | Hala Tivoli, Ljubljana |

| Poročilo tekme | Poročilo tekme                                   | Poročilo tekme  | Poročilo tekme | Poročilo tekme                        |
| -------------- | ------------------------------------------------ | --------------- | -------------- | ------------------------------------- |
|                | Haas 04 Zajc 06 Vnuk 24 Laylin 32 Haas Gorenc 40 | (2:0, 4:1, 0:0) | 35 Coxe        | Gledalci: 4000 Sodnik: Stefan Trainer |

## Končna lestvica prvenstva
1. Olimpija Hertz
2. Acroni Jesenice
3. Sportina Bled
4. Triglav Kranj
5. Slavija Jata
6. Maribor

## Najboljši strelci
G - goli, P - podaje, T - točke
| #  | Igralec        | Klub             | G  | P  | T  |
| -- | -------------- | ---------------- | -- | -- | -- |
| 1  | Dejan Kontrec  | Olimpija Hertz   | 25 | 54 | 79 |
| 2  | David Haas     | Olimpija Hertz   | 45 | 29 | 74 |
| 3  | Kraig Nienhuis | Olimpija Hertz   | 40 | 33 | 73 |
| 4  | Tomaž Vnuk     | Olimpija Hertz   | 44 | 25 | 69 |
| 5  | Nik Zupančič   | Olimpija Hertz   | 37 | 29 | 66 |
| 6  | Ivo Jan        | Olimpija Hertz   | 27 | 30 | 57 |
| 7  | Marko Smolej   | HK Sportina Bled | 27 | 28 | 55 |
| 8  | Jurij Halaj    | HK Triglav Kranj | 20 | 27 | 47 |
| 9  | David Flanagan | Acroni Jesenice  | 26 | 20 | 46 |
| 10 | Josef Pethö    | HK Triglav Kranj | 20 | 26 | 46 |